# Hespagarista interjecta
Hespagarista interjecta là một loài bướm đêm trong họ Noctuidae.